# Pont Savoyard
 (novembre 2024).
Si vous disposez d'ouvrages ou d'articles de référence ou si vous connaissez des sites web de qualité traitant du thème abordé ici, merci de compléter l'article en donnant les références utiles à sa vérifiabilité et en les liant à la section « Notes et références ».
Le pont Savoyard de Grand-Remous relie les deux rives de la rivière Gatineau depuis 1931. Le pont a 6,37 m de largeur hors-tout et 4,75 m de voie carrossable. Le pont possède des roulières ainsi qu'une trappe dans le plancher, dut au flottage de bois sur la rivière Gatineau. On retrouve un gabarit de chaque côté.

## Histoire
Le pont fut construit en 1931. En 1972, une crue détruit le long avant de pont. En 1998, la municipalité investi 10 000 $ d'aménagement à proximité du pont.

## Toponymie
Le nom Savoyard honore une famille de pionniers.

## Couleur
Le lambris est entièrement rouge.